# 小眼鋸頰鯰
小眼鋸頰鯰為輻鰭魚綱鯰形目毛鼻鯰科鋸頰鯰属的其中一種。分布於南美洲亞馬遜河流域，本魚棲息在沙泥底質的水底。